# Кемминг, Джон
Джон Кемминг (Камминг; англ. John Cumming; 10 ноября 1807, Хэттон-оф-Файнтрэй, Абердиншир — 5 июля 1881) — пастор шотландской общины в Лондоне, проповедник. Известен как полемист, активно выступавший против католицизма.

## Биография
Родился в приходе Финтрей в Абердиншире. Окончив грамматическую школу в Абердине, в 1822 году поступил в Эдинбургский университет, где продемонстрировал большой потенциал. Получил степень бакалавра в 1827 году, продолжил образование в Дивинити-Холле, на каникулах зарабатывая на жизнь в качестве частного репетитора.
В мае 1832 года получил лицензию проповедника от Абердинского пресвитерия и уже в августе того же года благодаря знакомствам в Кенсингтоне, где работал репетитором, был приглашён проповедовать в шотландской церкви в Краун-Корте (Ковент-Гарден). В 1833 году женился на Элизабет Николсон, дочери церковного старосты.
Поначалу церковь, где проповедовал молодой пастор, была тесной и неудобной, и его годовой доход не превышал 200 шиллингов. Однако поскольку его проповеди привлекали многочисленных новых слушателей, было принято решение о перестройке церковного здания. После ремонта в 1847 году число мест в нём было увеличено до тысячи. Плата за места достигла 1500 шиллингов, из которых Кемминг согласился получать не более 900, с тем, чтобы остальные деньги шли на погашение ссуды, взятой на перестройку церкви. Его проповеди позднее помогли собрать средства также на церковные школы и на другие благотворительные цели.
В 1844 году Эдинбургским университетом Кеммингу было присвоено почётное звание доктора богословия. Он составил себе репутацию выдающегося полемиста, в частности активно выступая в проповедях и брошюрах против раскольнического течения в рядах церкви, сторонники которого поздне́е отделились, создав Свободную церковь. В результате раскола освободились несколько престижных кафедр в Шотландии, но на предложения занять одну из них Кемминг отвечал отказом. В 1839 году в теологическом диспуте он защищал постулаты протестантизма против католика Дэниела Френча; протоколы этого диспута были многократно переизданыи. Кемминг участвовал в 1845 году в публичной критике правительственных грантов, выделенных Мейнутскому католическому колледжу. В ходе продолжения борьбы с «папистской агрессией» он выступал с проповедями в 1849 и 1850 годах, возглавляя митинги протеста. Он также вёл в начале 1850-х годов переписку с кардиналом Уайзменом по поводу пункта о преследовании в архиепископском обете, в 1853 году вылившуюся в публичную дискуссию в Экзетер-Холле. В 1863 году Кемминг читал проповеди, направленные против епископа Коленсо. На следующий год, пользуясь возможным истолкованием одной из фраз папской буллы о созыве Вселенского собора, он заявил о своём согласии участвовать в соборе, и Ватикану пришлось прямо и недвусмысленно объявить о недопустимости его участия.
В 1876 году здоровье проповедника стало ухудшаться, и в июле 1879 года он объявил об уходе на покой. На собранные его поклонниками деньги был создан фонд, обеспечивавший ему годовую пенсию в 300 шиллингов. Элизабет Кемминг умерла осенью того же года, а сам Кемминг, к этому времени страдавший от старческого слабоумия, скончался в июле 1881 года и был похоронен на кладбище Кенсал-Грин.

## Литературное наследие
За жизнь Кемминга он опубликовал более ста работ различного содержания. Большинство его религиозных сочинений содержат в себе попытки применить библейские пророчества к событиям современности. Таковы: «Apocalyptic sketches» (Лондон, 1848—1850); «Great tribulation» (Лондон, 1859); «Redemption draweth nigh» (Лондон, 1861); «The destiny of nations» (Лондон, 1864). В частности, Кемминг предлагал прочтение Откровения Иоанна Богослова, согласно которому последняя из семи чаш гнева должна пролиться в период между 1848 и 1867 годами. Во время Крымской войны в 1855 году он отождествлял русского императора Николая I с Гогом, князем Магога, который должен завоевать Израиль в дни перед приходом Мессии
Проводя свободное от проповеднической деятельности время в коттедже близ Тернбридж-Уэлза, Кемминг активно занимался пчеловодством и отправлял заметки на эту тему в лондонскую «Таймс» под псевдонимом «Пчеловод» (англ. Bee-master). В 1864 году вышла в свет его монография «Пчеловодство».